# Planta de tratamiento de Vitelma

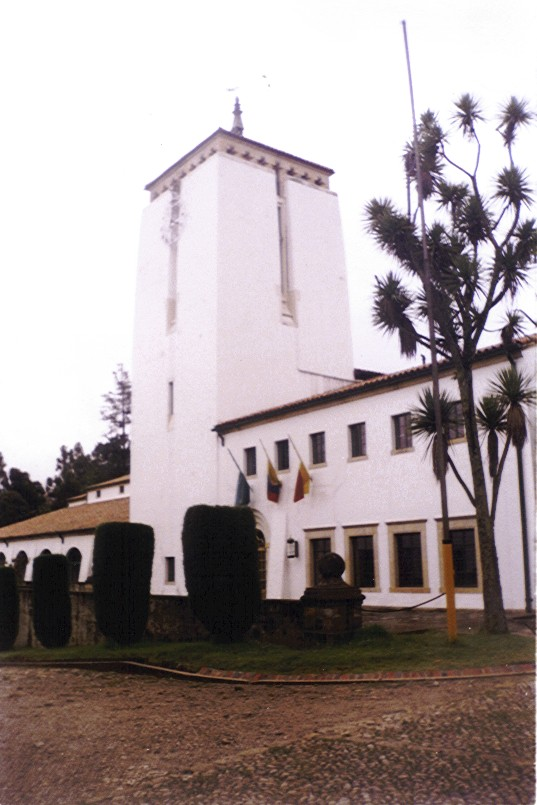
Edificio principal planta de tratamiento Vitelma

La Planta de tratamiento de Vitelma se encuentra localizada en el barrio San Cristóbal  de la ciudad de Bogotá. Fue diseñada en la década de los años treinta del siglo XX e inaugurada el 6 de agosto de 1938, cuando la ciudad tenía una población de 325 650 habitantes, durante el gobierno del presidente Alfonso López Pumarejo 
.

Debido al gran tamaño actual de la ciudad y la existencia de otras plantas de tratamiento con tecnología más reciente, la planta dejó de producir agua desde abril de 2003, y fue convertida en museo desde agosto de 2009 conservando mucho de sus instalaciones originales como pisos en mármol, barandas en bronce, equipos y decorados.

## Historia
A principios de la década de 1930 la ciudad de Bogotá no contaba con un sistema de suministro de agua potable confiable, por lo que con frecuencia se presentaban problemas de escasez y contaminación del agua. Para solucionar este problema la ciudad requería más de 7 millones de pesos de la época para construir un nuevo acueducto compuesto por un embalse, una aducción, una conducción y la planta de tratamiento, pero solo contaba con 2 millones de pesos.
Debido a esta situación el Gobierno Nacional en cabeza de Enrique Olaya Herrera financió el proyecto de construcción de la planta entre 1933 y 1938 a través del Ministerio de Obras Públicas hoy llamado Ministerio de Transporte. Hizo los estudios para la construcción de la planta de tratamiento de aguas Vitelma el ingeniero Francisco Wiesner Rozo, la primera que operó en la ciudad.
La existencia de esta planta cambio la calidad del agua de la ciudad y de Colombia, ya que fue la primera planta de tratamiento moderna construida en el país
, permitiendo a los usuarios dejar de utilizar agua contaminada de los diferentes ríos que cruzaban la ciudad por agua de buena calidad y desinfectada con cloro, lo que mejoró la higiene de los ciudadanos al permitirles bañarse más a menudo.
En 1988 la planta fue declarada Patrimonio Histórico y Artístico de la Nación, gracias a lo cual ha sido conservada en condiciones muy similares a las originales y estuvo en funcionamiento hasta abril de 2003.

## Características
La planta es propiedad de la Empresa de Acueducto y Alcantarillado de Bogotá, y tiene una capacidad de producción de agua de 90000 m³/día que equivale aproximadamente a  1 m³/s.
La captación de agua fue inicialmente planeada en el Río Tunjuelo en la zona de la Regadera ubicado a 8 km al sur de Usme, que se encuentra 200 m más alto que Vitelma. En este punto la cuenca del río tiene un área afluente de 16000 Ha y un caudal medio de 3 m³/s pero que se puede reducir a 0.15 m³/s en la temporada seca. Como consecuencia de esta situación se hizo necesaria la construcción del Embalse la Regadera.
El diseño fue realizado por la firma Fuller & Everett, con la interventoría de Chester M Everett y Geo C. Bunker. Mientras que las obras de construcción fueron realizadas por la firma colombiana Lobo Guerrero & Sanz de Santamaría. La represa de La Regadera por Sanders Engineering Corpo y la Tubería de conducción por Lock Pipe Co.

## Galería

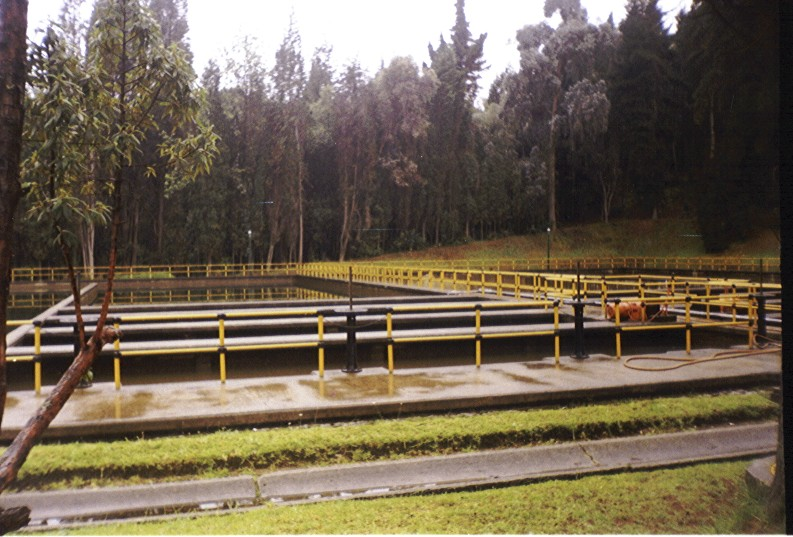
Sedimentadores de la planta de tratamiento
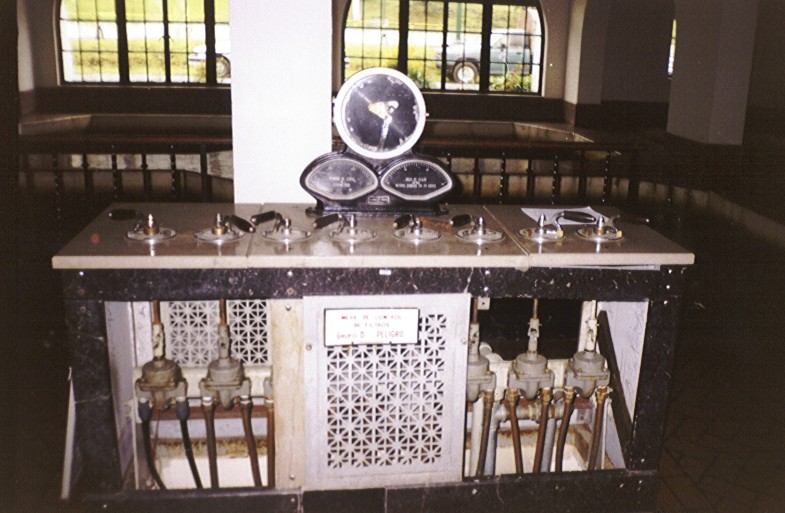
Controles de los filtros de tratamiento
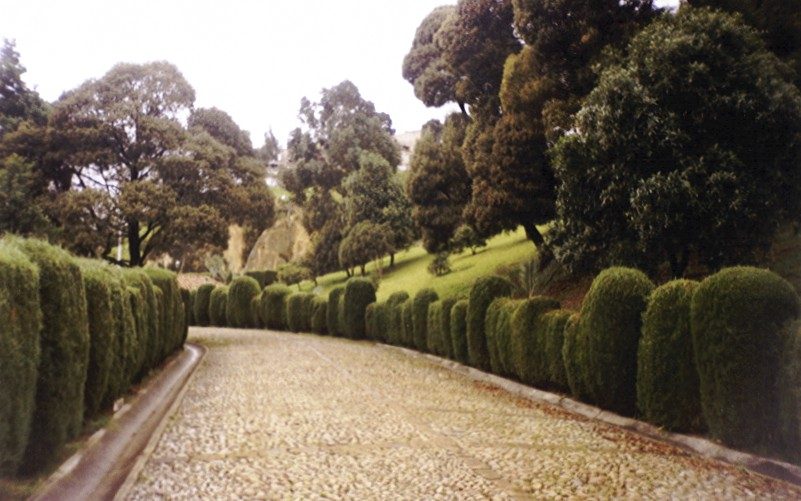
Ingreso a la Planta de Tratamiento